# Haga slott
Haga slott er et slot i Hagaparken i Solna kommun i Stockholm, Sverige. Det blev opført 1802–1805 for kong Gustav 4. Adolf af Sverige af arkitekten Christoffer Gjörwell. Slottet er udformet i italiensk villastil. 
Sveriges nuværende konge, kong Carl 16. Gustav, samt alle hans fire søstre er født og opvokset på Haga slott. Familien boede på slottet indtil 1947, da de fem børns far, arveprins Gustav Adolf, omkom i en flyulykke. 
Fra 1966 har Haga slott været benyttet  som gæstebolig for prominente gæster ved for eksempel statsbesøg. I 2010 blev det bolig for Kronprinsesse Victoria og Prins Daniel.
Haga slotts hovedbygning har et boligareal på 1.550 kvadratmeter, og den tilhørende Haga økonomibygning omfatter 904 kvadratmeter. Slottet ejes  og forvaltes af Statens fastighetsverk.

## Eksterne kilder og henvisninger
1. ↑  Oplysninger ifølge  Aftonbladet 2009-04-24
2. ↑  "SFV om Haga slott". Arkiveret fra originalen 3. marts 2009. Hentet 8. februar 2013.

- Wikimedia Commons har flere filer relateret til Haga slott

59°21′49″N 18°02′22″Ø / 59.36361°N 18.03944°Ø